# جيمي براون (لاعب كرة قاعدة أمريكي)
جيمي براون (بالإنجليزية: Jamie Brown) هو لاعب كرة قاعدة أمريكي، ولد في 31 مارس 1977 في ميريديان في الولايات المتحدة.

## وصلات خارجية
- جيمي براون على موقع دوري كرة القاعدة الرئيسي (الإنجليزية)
- جيمي براون على موقع الدوري الياباني لكرة القاعدة (الإنجليزية)
- جيمي براون على موقع دوري كوريا الجنوبية لكرة القاعدة (الإنجليزية)
- جيمي براون على موقعبيزبول رفرنس.كوم (الدوري الرئيسي) (الإنجليزية)
- جيمي براون على موقعبيزبول رفرنس.كوم (الدوري الثانوي) (الإنجليزية)
- جيمي براون على موقع إي إس بي إن.كوم (أم.أل.بي) (الإنجليزية)
- جيمي براون على موقع مشجعي الرسوم البيانية (الإنجليزية)